# Gauliga Niederschlesien 1944/45
Die Gauliga Niederschlesien 1944/45 war die vierte Spielzeit der Gauliga Niederschlesien des Fachamtes Fußball. Ursprünglich sollte erneut in den Gruppen Breslau, Liegnitz/Görlitz und Bergland gespielt werden. Durch das Voranschreiten der roten Armee im Ostfeldzug konnte der Spielbetrieb nicht aufgenommen werden, einzig in der Gruppe Breslau sind drei Spiele überliefert.
Mit der Kapitulation Deutschlands endete auch das Bestehen der Gauliga Niederschlesien. Der überwiegende Teil von Niederschlesien wurde unter polnische Verwaltung gestellt. Die Vereine auf deutscher und nun polnischer Seite wurden aufgelöst, teilweise erfolgten bei Vereinen auf verbliebener deutscher Seite eine Neugründung unter einem anderen Namen.

## Gruppe Breslau (abgebrochen)
| Pl. | Verein                         | Sp. | S | U | N | Tore    | Quote | Punkte |
| --- | ------------------------------ | --- | - | - | - | ------- | ----- | ------ |
| 1.  | KSG Vorwärts/09 Breslau        | 1   | 1 | 0 | 0 | 009:400 | 2,25  | 02:0   |
| 2.  | Breslauer SpVg 02              | 1   | 1 | 0 | 0 | 005:000 | ∞     | 02:0   |
| 3.  | KSG Alemannia/Germania Breslau | 1   | 1 | 0 | 0 | 004:000 | ∞     | 02:0   |
| 4.  | VfB Breslau                    | 0   | 0 | 0 | 0 | 000:000 | 1,00  | 0:0    |
| 5.  | Reichsbahn SG Breslau (N)      | 0   | 0 | 0 | 0 | 000:000 | 1,00  | 0:0    |
| 6.  | KSG 05/06 Breslau              | 0   | 0 | 0 | 0 | 000:000 | 1,00  | 0:0    |
| 7.  | SG Breslau (N)                 | 0   | 0 | 0 | 0 | 000:000 | 1,00  | 0:0    |
| 8.  | VSV Union Wacker Breslau       | 1   | 0 | 0 | 1 | 004:900 | 0,44  | 0:20   |
| 9.  | KSG Hertha/Immelmann Breslau   | 1   | 0 | 0 | 1 | 000:400 | 0,00  | 0:20   |
| 10. | VfR Schlesien 1897 Breslau (N) | 1   | 0 | 0 | 1 | 000:500 | 0,00  | 0:20   |